# Ultra (album)
Ultra is een album uit 1997 van de Britse synthpopformatie Depeche Mode. Het is het negende studioalbum van de band en is de opvolger van Songs of Faith and Devotion (1993).

## Tracks
1. "Barrel of a Gun" – 5:35
2. "The Love Thieves" – 6:34
3. "Home" – 5:42
4. "It's No Good" – 5:58
5. "Uselink" – 2:21
6. "Useless" – 5:12
7. "Sister of Night" – 6:04
8. "Jazz Thieves" – 2:54
9. "Freestate" – 6:44
10. "The Bottom Line" – 4:26
11. "Insight" – 6:26
12. "Junior Painkiller" (hidden track) – 2:11